# Cavalleria leggera (operetta)
Cavalleria leggera (Leichte Kavallerie) è un'operetta in due atti di Franz von Suppé, con libretto di Karl Costa. La prima esecuzione avvenne al Carltheater di Vienna il 21 marzo 1866.
L'operetta è ambientata nel XIX secolo in un villaggio austriaco, dove svariati intrighi amorosi e la scoperta di una relazione incestuosa sono accompagnate dalla venuta di un reggimento di ussari. 
Nel 1934 Hans Bodenstedt riscrisse da capo l'operetta, ambientandola in una corte del XVIII secolo.
L'overture di Cavalleria Leggera è uno dei lavori più celebri di Suppé. 
La musica dell'operetta venne usata come colonna sonora dell'omonimo film del 1935.